# 1-й гвардейский минно-торпедный авиационный полк ВВС Балтийского флота
1-й гвардейский минно-торпедный авиационный Клайпедский Краснознамённый полк ВВС ВМФ  — ныне не существующий авиационный полк сил флота Вооружённых сил СССР, принимавший участие в Великой Отечественной войне.

## История
18 января 1942 года приказом Наркома ВМФ № 10 за проявленный героизм, мужество и высокое боевое мастерство преобразован в гвардейский из 1-го минно-торпедного авиационного полка ВВС Балтийского флота. В это время полк базировался на аэр. Каменка, на вооружении были самолёты Ар-2 и СБ.
В начале 1943 года 6 экипажей полка убыли на СФ для переучивания на американские самолёты А-20В, пять машин были пригнаны в полк. Самолёты были испытаны и признаны непригодными на роль торпедоносцев, и переданы в 15-й отдельный разведывательный авиаполк. Но в марте этого года полк получил более совершенные A-20G.
По состоянию на 1 апреля 1943 года в полку имелось 10 Ил-4, 3 ДБ-3Б, 6 СБ, а также 5 A-20G. 29 сентября состоялся первый боевой вылет на самолёте A-20G.
С 17 января и по конец февраля 1944 года 1-й гв. МТАП принял активное участие в операции по полному снятию блокады Ленинграда, выполняя ночные бомбовые удары по аэродромам и железнодорожным узлам. Указом Президиума Верховного Совета СССР от 22 февраля 1944 года полк был награждён орденом Красного Знамени.
28 мая 1944 года полку был вручён орден Красного Знамени, которым он был награждён в феврале.
В июне 1944 года самолёты 3-й АЭ полка участвовали в одной из самых необычных операций ВВС БФ, имевших место за время войны. Для обеспечения наступления советских войск вдоль восточного побережья Ладожского озера необходимо было разрушить плотину ГЭС на р. Свирь. Для решения этой задачи 20 июня 2 самолёта Ил-4 полка, совместно с «Бостонами» 51-го МТАП, под прикрытием 7 Як-9 21-го ИАП, сбросили 2 донные магнитные мины АМГ-1, переоборудованные в плавающие с часовым взрывателем. Плотина была успешно взорвана. В это время в полку три АЭ — 1-я и 2-я на A-20G, третья АЭ летает на Ил-4. Последние применяются в качестве постановщиков мин.
В конце марта для восполнения потерь в полк прибыло 6 экипажей из 13-го гв. АП ВВС ЧФ.
5 апреля 1945 года получает почётное наименование «Клайпедский», согласно приказу Верховного главнокомандующего.
Последний боевой вылет в Великой Отечественной войне полк произвёл 10 мая 1945 года.
Послевоенная история полка.
В 1947 году на вооружение полка начали поступать торпедоносцы Ту-2.
В 1951 году полк переучивается на Ил-28.
1 июля 1960 года 1-й гвардейский минно-торпедный авиационный Клайпедский Краснознамённый полк, базирующийся на аэродроме Дунаевка, вместе с управлением 8-й МТАД Авиации БФ, был расформирован, в связи «с дальнейшим значительным сокращением ВС СССР».
В 1961 году почётные наименования, награды и Боевое Знамя 1-го гв. МТАП были торжественно переданы вновь сформированному на аэродроме Скультэ (Рига) 846-му минно-торпедному авиационному полку ВВС БФ.

## Награды и наименования
| Награда                | Дата       | За что получена |
| ---------------------- | ---------- | --- |
| Орден Красного Знамени | 22.02.1944 | За образцовое выполнение задач командования в борьбе с немецкими захватчиками и проявленные при этом доблесть и мужество в ходе операции по прорыву блокады Ленинграда |
| Клайпедский            | 05.04.1945 | За большой вклад, внесённый личным составом полка в освобождение г. Мемель                                                                                             |

## Командиры
- полковник Преображенский, Евгений Николаевич (18.01.1942 — 09.08.1942)
- майор Челноков, Николай Васильевич c 09.08.1942 г. по 06.05.1943 г. (снят с должности)
- майор Дарьин Александр Николаевич с 06.05.1943 г. по 27.09.1943 г.(снят с должности)
- майор Борзов, Иван Иванович (27.09.1943 — 18.01.1945)
- майор Кузнецов, Василий Михайлович (18.01.1945 — 06.1946[2])
- майор Васильев, Григорий Дмитриевич (04.1949 — 11.1950)[3]
- подполковник Сериков Владимир Иванович (1953 — 01.07.1960)

## Отличившиеся воины полка
| Награда | Ф. И. О.                        | Должность                                                                      | Звание                    | Дата награждения                        | Примечания |
| ------- | ------------------------------- | ------------------------------------------------------------------------------ | ------------------------- | --------------------------------------- | --- |
|         | Афанасьев, Николай Фёдорович    | штурман звена 1-й авиаэскадрильи                                               | гвардии капитан           | 31.05.1944                              | К марту 1944 г. совершил 229 боевых вылетов, потопил 5 транспортов общим водоизмещением 23 500 тонн и канонерскую лодку противника |
|         | Бабанов, Иван Дмитриевич        | штурман звена 2-й авиаэскадрильи                                               | гвардии лейтенант         | 05.11.1944                              | К сентябрю 1944 г. совершил 68 боевых вылетов, участвовал в потоплении 6 транспортов, танкера и сторожевого корабля противника |
|         | Бажанов, Григорий Сергеевич     | штурман 2-й авиаэскадрильи                                                     | гвардии капитан           | 22.07.1944                              | К июлю 1944 г. совершил 145 успешных боевых вылетов, потопил 6 вражеских транспортов общим водоизмещением 19000 тонн, 2 катера меткими бомбовыми ударами уничтожил десятки танков, бронемашин и автомашин, много живой силы врага, в воздушном бою сбил самолёт противника                                                        |
|         | Балебин, Василий Алексеевич     | заместитель командира 3-й авиационной ордена Красного Знамени эскадрильи (АКЭ) | гвардии капитан           | 22.02.1943                              | За образцовое выполнение заданий командования и проявленные мужество и героизм в боях с немецко-фашистскими захватчиками (в 1943 г. единственное присвоение звания Героя в полку) |
|         | Борзов, Иван Иванович           | командир полка                                                                 | гвардии майор             | 20.07.1944                              | К моменту представления 147 боевых вылетов, потопил сторожевой корабль и два транспорта противника общим водоизмещением 40 тысяч тонн |
|         | Бударагин, Виктор Александрович | штурман самолёта 1-й авиаэскадрильи                                            | гвардии лейтенант         | 19.08.1944                              | К середине июля 1944 года совершил 228 боевых вылетов, потопил 4 вражеских транспорта общим водоизмещением 22500 тонн, 2 торпедных катера, 7 складов, 5 зенитных орудий, повреждены 1 транспорт и 1 сторожевой катер |
|         | Бунимович, Юрий Эммануилович    | командир звена 3-й АКЭ                                                         | гвардии старший лейтенант | представлен 22.02.1943, указ 22.03.1944 | За мастерски проведённые торпедные удары, в результате которых потоплено 8 транспортов общим водоизмещением 38,7 тыс. т, за точные бомбоудары по объектам противника, за смелость и мужество, проявленные в боях |
|         | Васильев, Григорий Дмитриевич   | командиром звена 3-й эскадрильи                                                | гвардии капитан           | 22.02.1944                              | За совершённые 46 успешных боевых вылетов, потопление 4 транспортов и танкера общим водоизмещением 23 тыс. т, за проявленный при этом особый героизм. |
|         | Гагиев, Александр Максимович    | командир звена 2-й авиаэскадрильи                                              | гвардии лейтенант         | 06.03.1945                              | За совершённые 28 успешных боевых вылетов, потопление подводной лодки и 4 транспорта общим водоизмещением 19,7 тыс. т, за проявленный при этом особый героизм. |
|         | Демидов, Ростислав Сергеевич    | штурман звена 2-й авиаэскадрильи                                               | гвардии старший лейтенант | 16.03.1945                              | За образцовое выполнение заданий командования и проявленные мужество и героизм в боях с немецкими захватчиками. |
|         | Евграфов, Вадим Николаевич      | лётчик 1-й авиаэскадрильи                                                      | гвардии лейтенант         | 19.08.1944                              | К середине июля 1944 года совершил 228 боевых вылетов, потопил 4 вражеских транспорта общим водоизмещением 22500 тонн, 2 торпедных катера, 7 складов, 5 зенитных орудий, повреждены 1 транспорт и 1 сторожевой катер |
|         | Иванов, Николай Дмитриевич      | штурман звена                                                                  | гвардии лейтенант         | 22.07.1944                              | К маю 1944 года произвёл 98 боевых вылетов, потопил 4 транспорта и 2 тральщика общим водоизмещением 28000 тонн |
|         | Колесник, Павел Автономович     | лётчик 3 АКЭ                                                                   | гвардии старший лейтенант | 22.02.1944                              | За образцовое выполнение боевых заданий командования на фронте борьбы с немецкими захватчиками и проявленные при этом мужество и героизм |
|         | Котов, Никита Дмитриевич        | флаг-штурман полка                                                             | гвардии майор             | 22.07.1944                              | За потопление 5 кораблей противника общим водоизмещением 27,5 тыс. т, за постановку 40 мин на фарватерах и ВМБ Хельсинки—Таллин, за 152 бомбовых удара по военным и промышленным объектам в глубоком тылу противника, за причинённый большой ущерб противнику в живой силе и технике, за проявленные при этом мужество и героизм. |
|         | Кошелев, Пётр Львович           | штурман 1-й авиаэскадрильи                                                     | гвардии капитан           | 22.07.1944                              | За образцовое выполнение заданий командования и проявленные мужество и героизм в боях с немецкими захватчиками |
|         | Кузнецов, Василий Михайлович    | помощник командира полка по лётной подготовке и воздушному бою                 | гвардии майор             | 06.03.1945                              | За потопление 5 транспортов противника общим водоизмещением 31 тыс. т и проявленные при этом геройство и мужество. |
|         | Лорин, Михаил Васильевич        | штурман 3-й АКЭ                                                                | гвардии капитан           | 05.11.1944                              | За потопление 7 транспортов противника общим водоизмещением 29,5 тыс. т и произведённые 142 боевых вылета, в результате чего причинён большой урон врагу. |
|         | Пресняков, Александр Васильевич | командир звена 1-й авиаэскадрильи                                              | гвардии старший лейтенант | 22.07.1944                              | За период Отечественной войны произвёл 222 успешных боевых вылета. Торпедировал, потопил и повредил 3 транспорта противника общим водоизмещением 15 тыс. т, потопил 2 тральщика общим водоизмещением 1200 т |
|         | Разгонин, Александр Иванович    | командир экипажа 3-й АКЭ                                                       | гвардии старший лейтенант | 22.01.1944                              | |
|         | Рензаев, Алексей Иванович       | штурман 1-й эскадрильи                                                         | гвардии капитан           | 06.03.1944                              | За образцовое выполнение заданий командования и проявленные мужество и героизм в боях с немецко-фашистскими захватчиками. |
|         | Советский, Михаил Александрович | штурман звена 3-й АКЭ                                                          | гвардии старший лейтенант | 22.01.1944                              | За 82 успешных боевых вылета в результате которых нанесён огромный ущерб войскам и технике противника, за потопление 7 вражеских транспортов водоизмещением 48 тыс. т. За смелость, мужество и геройство проявленные в боях. |
|         | Стрелецкий, Пётр Фёдорович      | командир звена 1 авиаэскадрильи                                                | гвардии капитан           | 31.05.1944                              | За выполнение 90 боевых вылетов, постановку 30 мин на фарватерах и портах противника под огнём и потоплении 4 транспортов общим водоизмещением 17 тыс. т За проявленные мужество и героизм при выполнении боевых заданий. |
|         | Чванов, Виктор Тимофеевич       | штурман звена 3-й АКЭ                                                          | гвардии старший лейтенант | 22.07.1944                              | За произведение 199 боевых вылетов на бомбовые и торпедные удары по живой силе и технике противника, за потопление 6 транспортов противника общим водоизмещением 36,5 тыс. т. |
|         | Чернышёв, Аркадий Петрович      | командир 3-й АКЭ                                                               | гвардии капитан           | 22.01.1944                              | За мастерски проведённые торпедные удары, в результате которых потоплено 5 вражеских транспортов общим водоизмещением 20,6 тыс. т, за точные бомбоудары по объектам противника, за смелость и мужество, проявленные в боях. |
|         | Шаманов, Иван Гаврилович        | командир звена 3-й АКЭ                                                         | гвардии капитан           | 22.01.1944                              | С начала Отечественной войны произвёл 129 боевых вылетов. Торпедировал и потопил транспорта противника общим водоизмещением 16,5 тыс. т. За мужество и отвагу при обороне Ленинграда. |
|         | Шишков, Михаил Фёдорович        | командир звена 2-й АКЭ                                                         | гвардии лейтенант         | 05.11.1944                              | За 75 успешных боевых вылетов, потопление 6 транспортов и 1 танкера |

## Самолёты на вооружении
| Период      | Самолёты                                                                      |
| ----------- | ----------------------------------------------------------------------------- |
| 1938 — 1941 | Р-6, ДБ-3, У-2                                                                |
| 1941 — 1942 | ТБ-7 и Ер-2{?}, ДБ-3, Ар-2, АНТ-40 (СБ), Ил-4 (Ил-4Т), МБР-2                  |
| 1942 — 1943 | ДБ-3, Ил-4 (Ил-4Т), МБР-2, АНТ-40, АНТ-41, Douglas A-20 Havoc («Бостон» A-20) |
| 1943 — 1951 | АНТ-40, АНТ-41, Douglas A-20 Havoc («Бостон» A-20), Ту-2                      |
| 1951 — 1960 | Ил-28                                                                         |

## Мемориалы

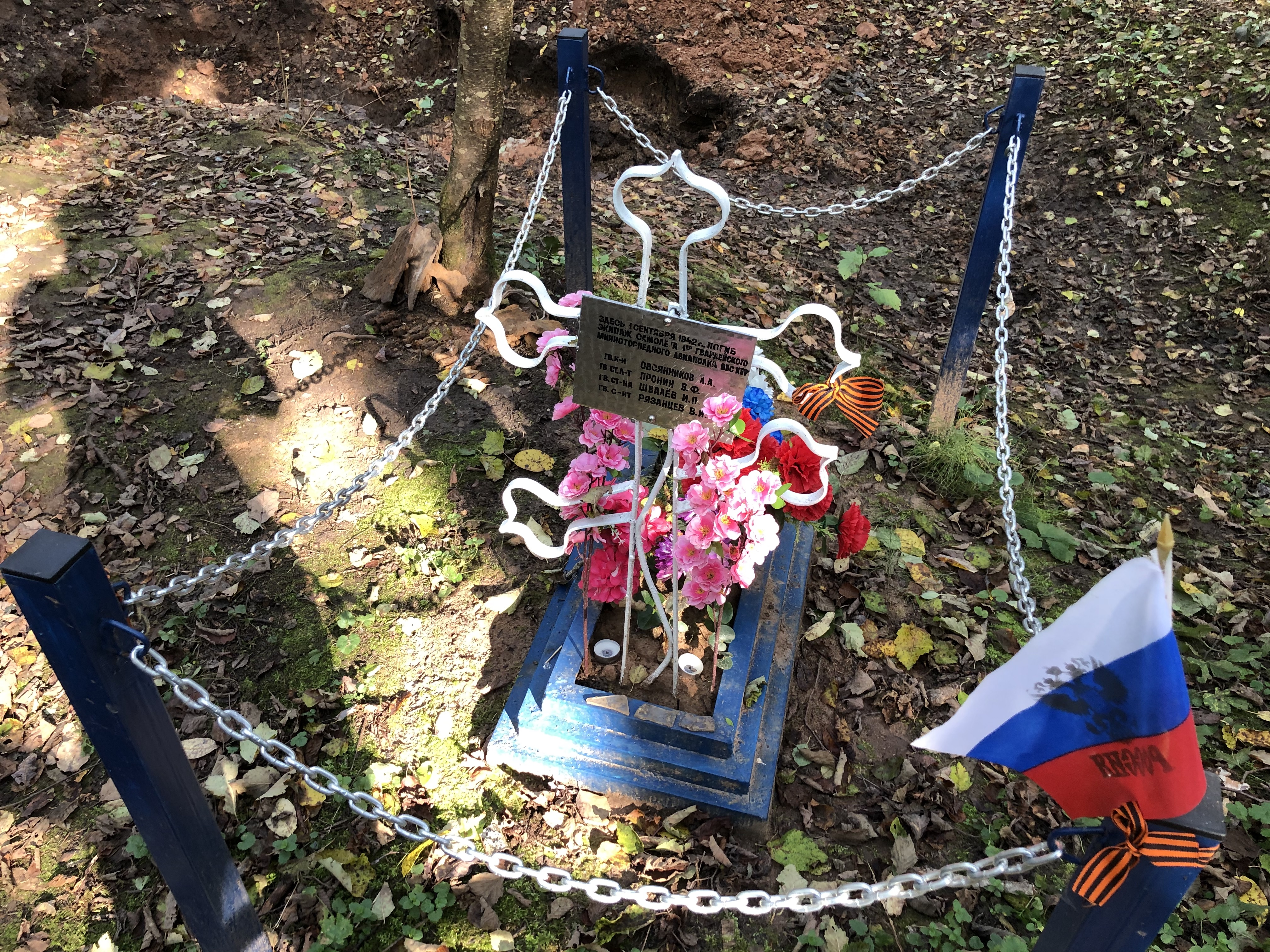
Мемориальное захоронение

На территории Ленинградской области (59.5477780, 29.9900844) были обнаружены останки самолёта, погибшего 1 сентября 1942 г. вместе с экипажем:
- Гвардии капитан Овсянников Л. А.
- Гвардии старший лейтенант Пронин В. Ф.
- Гвардии старшина Швалев И. П.
- Гвардии сержант Рязанцев В. И.